# DFS Habicht
O DFS Habicht é um planador acrobático alemão com asas de gaivota. Projetado em 1936 pelo engenheiro aeronáutico  Hans Jacobs com auxílio do  DFS (Deutsche-Forschungsanstalt für Segelflug)  - Instituto Alemão de Pesquisa de Vôo Planado.
Quatro exemplares foram disponibilizados, conforme planejado para os Jogos Olímpicos de 1936, onde suas evoluções no estádio olímpico fascinaram os espectadores. Suas qualidades de voo foram elogiados pelos pilotos incluindo Hanna Reitsch. Participou de várias exibições no exterior antes da guerra, incluindo a Cleveland-Air Race de 1938.
Poucos Habicht sobreviveram à II Guerra Mundial.  Existe um exemplar preservado num museu de Paris. Outro, com o prefixo D-8002, voou no Sul da Alemanha até ser destruído pela queda do hangar onde estava estacionado.
Depois de um longo e paciente trabalho de investigação para recuperar o projeto e sua documentação, Josef Kurz e outros membros da Oldtimer Segelflugclub Wasserkuppe construiram um novo DFS Habicht. Depois de uma longa  carreira de exibições, este exemplar registrado igualmente como D-8002 voa no aeródromo do aeroclube Wasserkuppe .
Outros Habicht foram construídos pela família Zahn e primeiro voou em 2001. Desde então, nas mãos do piloto Christoph Zahn, tem apresentado-se em inúmeros shows de acrobacias aéreas.
|  |